# Łuszcz czarnogłowy
Łuszcz czarnogłowy (Pheucticus melanocephalus) – gatunek małego, przeważnie wędrownego ptaka z rodziny kardynałów (Cardinalidae). Zasiedla Amerykę Północną. Nie jest zagrożony.

## Systematyka
Opisany w 1827 roku przez angielskiego ornitologa Williama Swainsona pod nazwą Guiraca melanocephala. Obecnie umieszczany jest w rodzaju Pheucticus. Nazwa naukowa pochodzi z greki, pheucticus oznacza „nieśmiały”, a melanocephalus – „czarnogłowy”. Wyróżniono dwa podgatunki P. melanocephalus:
- P. melanocephalus maculatus – południowo-zachodnia Kanada, zachodnie USA i skrajnie północno-zachodni Meksyk.
- P. melanocephalus melanocephalus – Kanada (południowo-zachodnia do południowo-środkowej), zachodnio-środkowe USA do południowo-środkowego Meksyku.

## Występowanie
Łuszcz czarnogłowy w sezonie lęgowym zasiedla południowo-zachodnią Kanadę, zachodnią połowę Stanów Zjednoczonych oraz Meksyk. Jest ptakiem przeważnie wędrownym – zimę spędza w Meksyku, w tym w Kalifornii Dolnej. Nie migrują jedynie populacje z południa zasięgu. Jego środowiskiem są różnorodne lasy liściaste oraz mieszane. Zasięg występowania szacowany jest na 4 521 000 km².

## Charakterystyka
Długość ciała wynosi 15–20 cm, rozpiętość skrzydeł 30–33 cm, a masa ciała 38–84 g. Występuje bardzo wyraźny dymorfizm płciowy. Obie płcie charakteryzują się szarymi nogami oraz szaro-białym, grubym dziobem, przy czym żuchwa nieco większa niż górna szczęka. Młode jak samice, ale szarawe.
Samce mają czarną całą głowę, z białą obrączką wokół oczu. Spód i wierzch ciała mniej lub bardziej intensywnie ceglastoczerwone. Pokrywy podogonowe białe, a sterówki czarne. Skrzydła także czarnej barwy, są na nich dwie duże, białe plamy oraz kilka mniejszych, na zakończeniach lotek II rzędu.
Samice wszystkie czarne u samców obszary upierzenia mają oliwkowo-brązowe (skrzydła także z żółtymi zakończeniami lotek), jedynie wierzch głowy ciemnoszary. Poza tym są jakby wyblakłe, a na bokach delikatnie, czarno paskowane. Przez ich głowę biegnie biała brew i wąs, a na skrzydłach dwa białe paski.

## Zachowania
Prowadzi dzienny tryb życia. Ma charakterystyczny lot. W okresie lęgowym pary agresywnie bronią terytorium, poza nim przebywa w małych stadkach. Odżywia się owadami, nasionami oraz owocami. Pożywia się na drzewach i w krzakach, niekiedy na dworcach i kempingach. Może tworzyć hybrydy z łuszczem strojnym (P. ludovicianus), a także z łuszczem żółtym (P. chrysopeplus).

## Lęgi
Okres lęgowy trwa od kwietnia do lipca. Rozmiar terytorium to około 7900–27 000 m². Gniazdo zbudowane jest na drzewie, 4–25 stóp nad ziemią, ma kształt miseczki. Jego budowa trwa zaledwie 3 lub 4 dni. 2–5 jaj ma wymiary 28×18 mm i barwę morską w brązowe, podłużne kropki. Składane są przez samicę w jednodniowym odstępie. Inkubacja trwa 12 lub 13 dni. Młode są opierzone po około 12 dniach, a po kolejnych dwóch tygodniach uzyskują pełną niezależność. Samce mogą się rozmnażać po 3 latach, samice już po roku. W naturze żyje 5–6 lat, w niewoli do 25.

## Status
IUCN uznaje łuszcza czarnogłowego za gatunek najmniejszej troski (LC, Least Concern). W 2020 organizacja Partners in Flight szacowała liczebność populacji lęgowej na około 19 milionów osobników. Globalny trend liczebności populacji oceniany jest jako wzrostowy.